# Suzuki Tatsuya
Tatsuya Suzuki (sinh ngày 1 tháng 8 năm 1982) là một cầu thủ bóng đá người Nhật Bản.

## Sự nghiệp câu lạc bộ
Tatsuya Suzuki đã từng chơi cho Kashiwa Reysol, FC Tokyo và Tokushima Vortis.